# Montay
Montay ist eine französische Gemeinde mit 275 Einwohnern (Stand 1. Januar 2022) im Département Nord in der Region Hauts-de-France. Sie gehört zum Arrondissement Cambrai und ist Mitglied im Gemeindeverband Communauté d’agglomération du Caudrésis et du Catésis. Die Bewohner werden Montagnards und Montagnardes genannt.

## Geografie
Montay liegt etwa 22 Kilometer südöstlich von Cambrai auf 109 m über Meereshöhe. In Montay überquert eine Chaussée Brunehaut den Fluss Selle. Umgeben wird Montay  von den Nachbargemeinden Forest-en-Cambrésis in Nordosten, Le Cateau-Cambrésis im Süden sowie Neuvilly im Nordwesten,

## Bevölkerungsentwicklung
| Jahr                       | 1962 | 1968 | 1975 | 1982 | 1990 | 1999 | 2006 | 2012 | 2020 |
| Einwohner                  | 383  | 381  | 367  | 332  | 324  | 339  | 350  | 335  | 273  |
| Quellen: Cassini und INSEE |      |      |      |      |      |      |      |      |      |

## Sehenswürdigkeiten
- britischer Soldatenfriedhof
- Kirche DSaint-Jean-Baptiste aus dem ausgehenden 19. Jahrhundert
- Kapelle Notre-Dame-du-Mont-Carmel, erbaut 1854
- Kapelle Notre-Dame-de-Lourdes
- Gefallenendenkmal
- Wasserturm
- Wassermühle

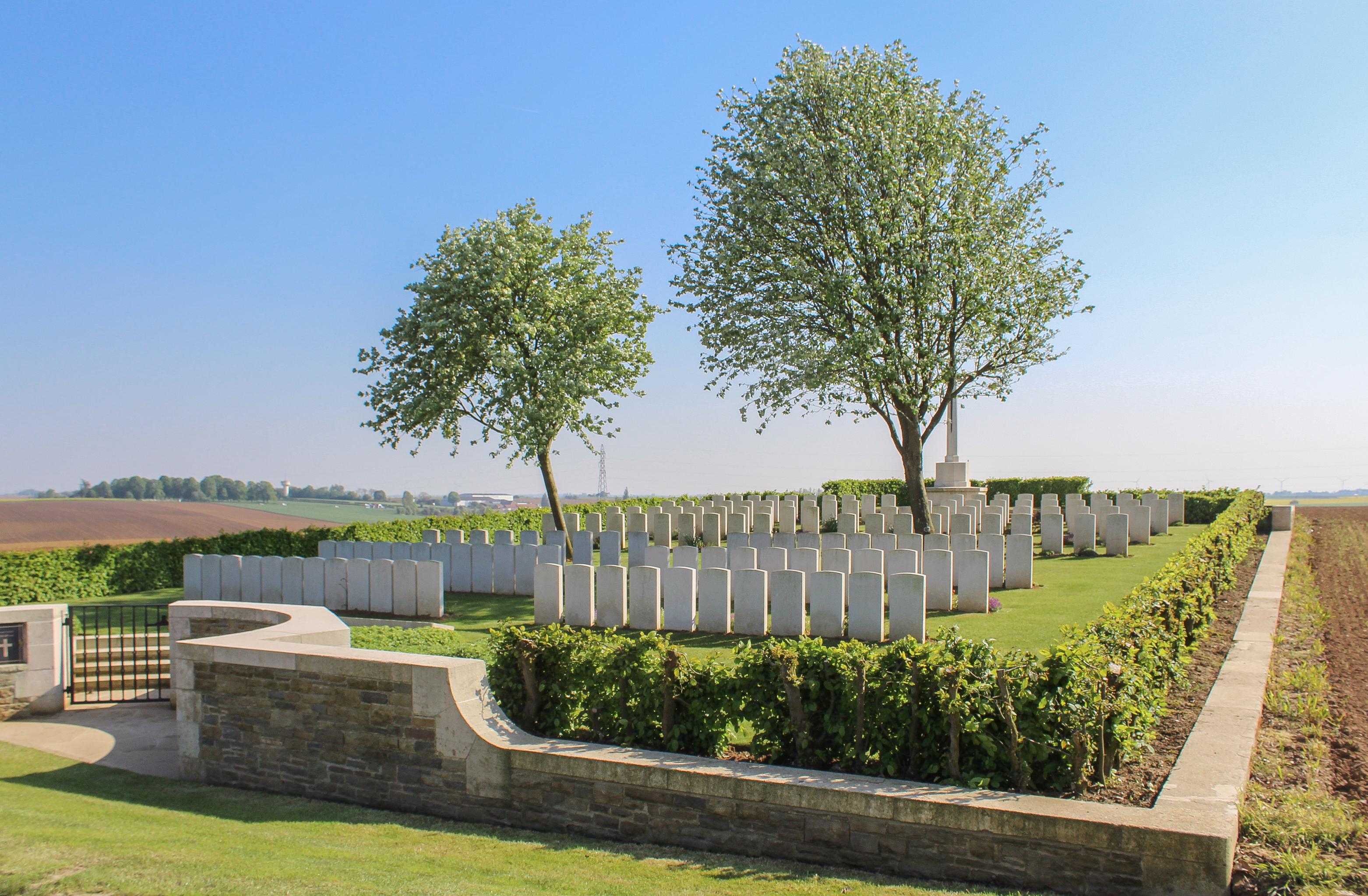
Britischer Soldatenfriedhof
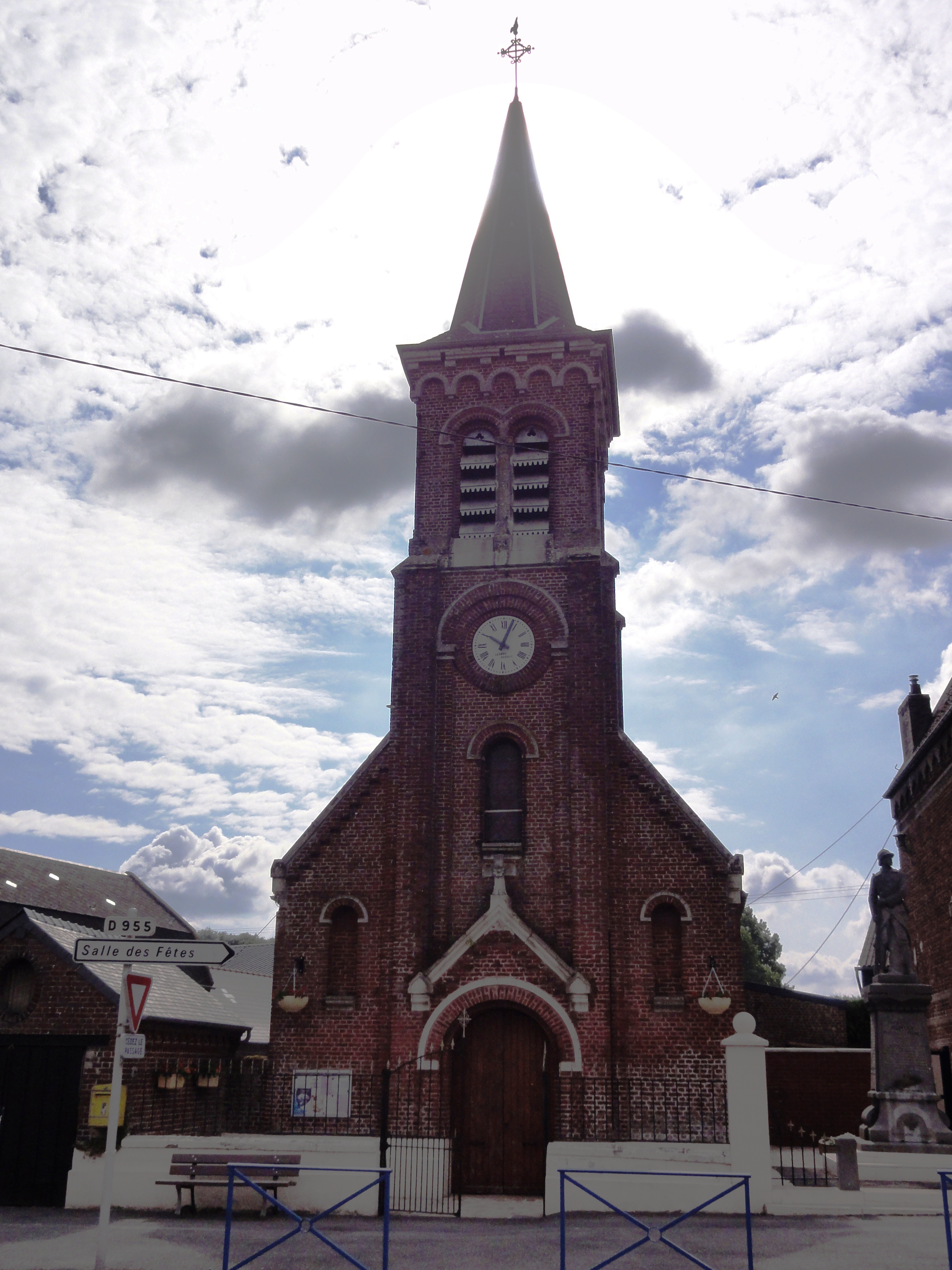
Kirche Saint-Jean-Baptiste
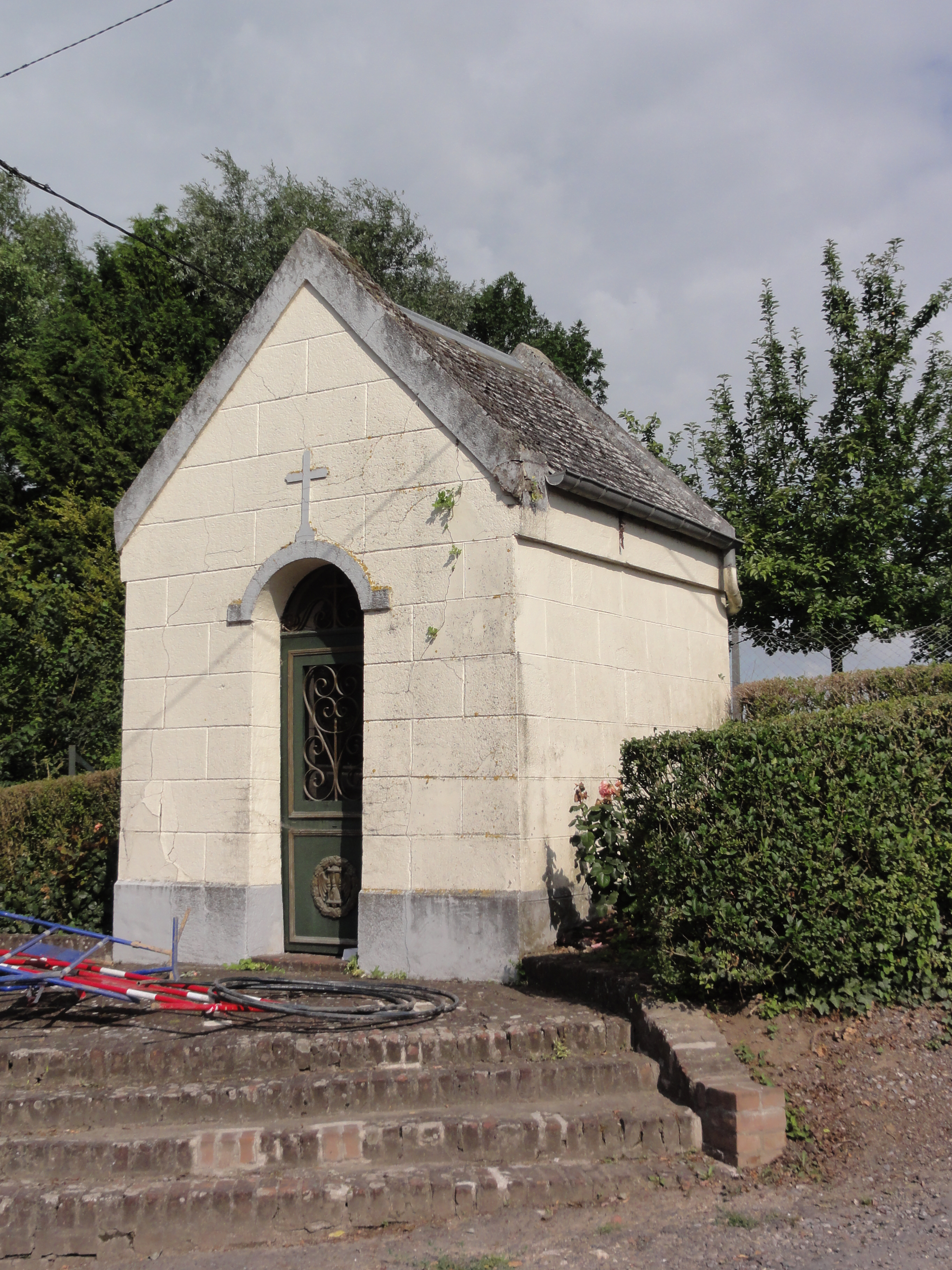
Kapelle Notre-Dame-du-Mont-Carmel
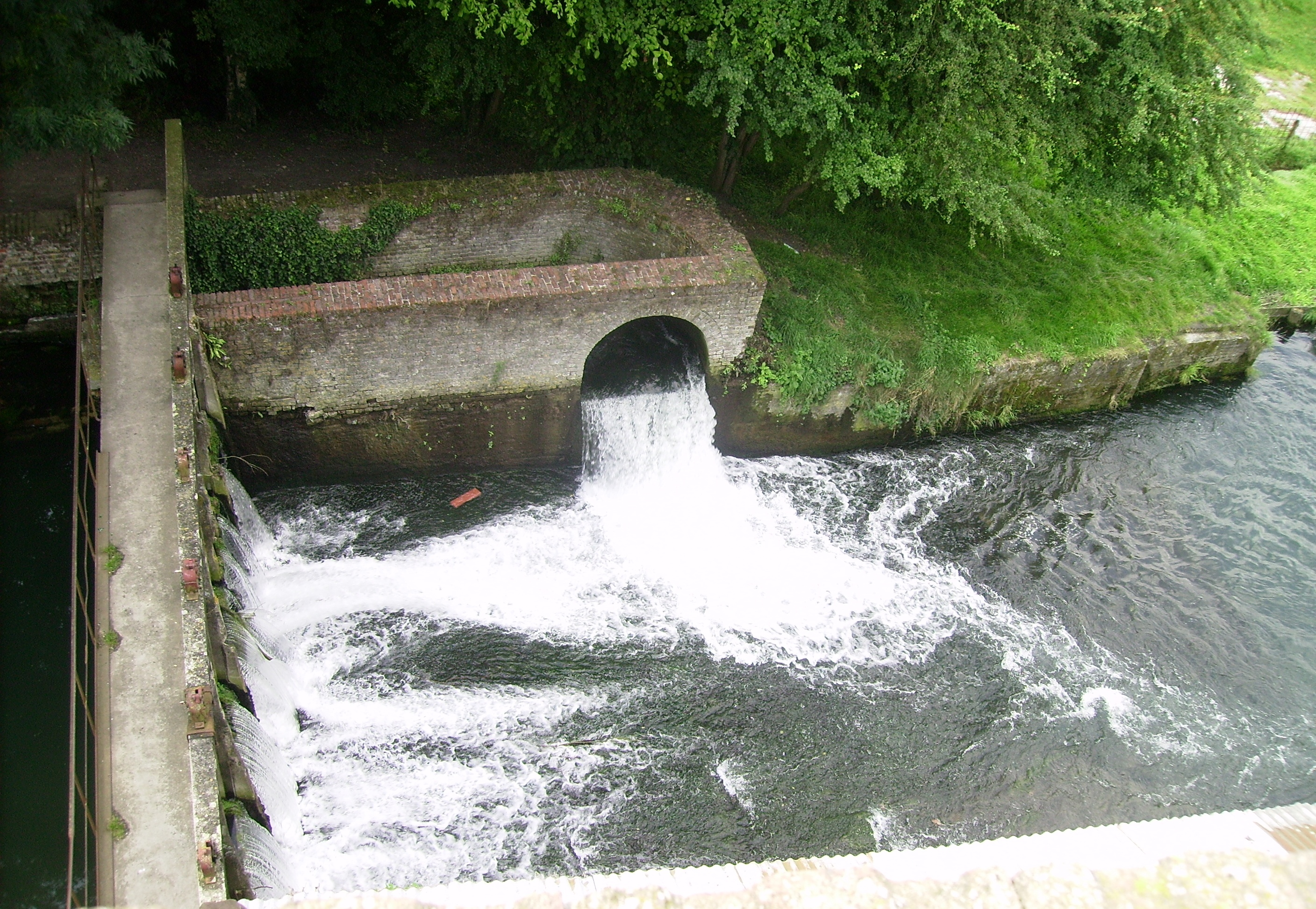
Wassermühle